# Wolfgang Winzer
Wolfgang Winzer (* 17. Mai 1936 in Ahstedt, Landkreis Hildesheim) ist ein deutscher Unternehmensjurist.

## Leben
Wolfgang Winzer studierte nach dem Abitur in Hildesheim zu Beginn an der Universitäten Göttingen, wo er im SS 1956 in die Burschenschaft Hannovera eintrat, und später Freiburg Rechtswissenschaften. Er wurde 1966 mit der Arbeit Das Kartellproblem in internationalen Verträgen  von der Juristischen Fakultät zum Dr. jur. promoviert und wurde nach Referendariat, Staatsexamina und mehreren Zwischenstationen Direktor und Leiter der Vertragsabteilung der Siemens AG in Erlangen und später Honorarprofessor der Fernuniversität Hagen.
Winzers Spezialgebiete sind das Kartellrecht, das Lizenzvertragsrecht und das Recht der Forschungs- und Entwicklungskooperationen. Er ist Autor mehrerer umfangreicher Standardwerke.

## Privates
Winzer ist verheiratet mit der Medizinerin Bärbel Winzer und wohnt in Erlangen.

## Veröffentlichungen
- Das Kartellproblem in internationalen Verträgen, Göttinger Diss. jur., Müller, Erlangen 1966.
- Die Freistellungsverordnung der Kommission über Forschungs- und Entwicklungsvereinbarungen vom 1. Januar 2001, in: Gewerblicher Rechtsschutz und Urheberrecht, Zeitschrift der Deutschen Vereinigung für Gewerblichen Rechtsschutz und Urheberrecht, Band 50, 2001, S. 413–420
- Forschungs- und Entwicklungsverträge, Ein Vertragshandbuch, C.H. Beck, München 2006, 2. Auflage, München 2011, ISBN 978-3-406-58521-0
- Die Vermarktung der Ergebnisse der Hochschul-Forschung und die Zusammenarbeit von HS und Unternehmen in Forschung und Entwicklung. In: Festschrift für Ulrich Eisenhardt zum 70. Geburtstag hrsg. von Prof. Dr. Ulrich Wackerbarth, Thomas Vormbaum, Hans-Peter Marutschke 1. Aufl., München 2007, Seiten 547 ff, ISBN 3-406-56164-0
- Der Lizenzvertrag, Patentlizenz- und Technologietransferverträge zwischen Unternehmen, C.H. Beck, München 2014, ISBN 978-3-406-66103-7